# 知恩院

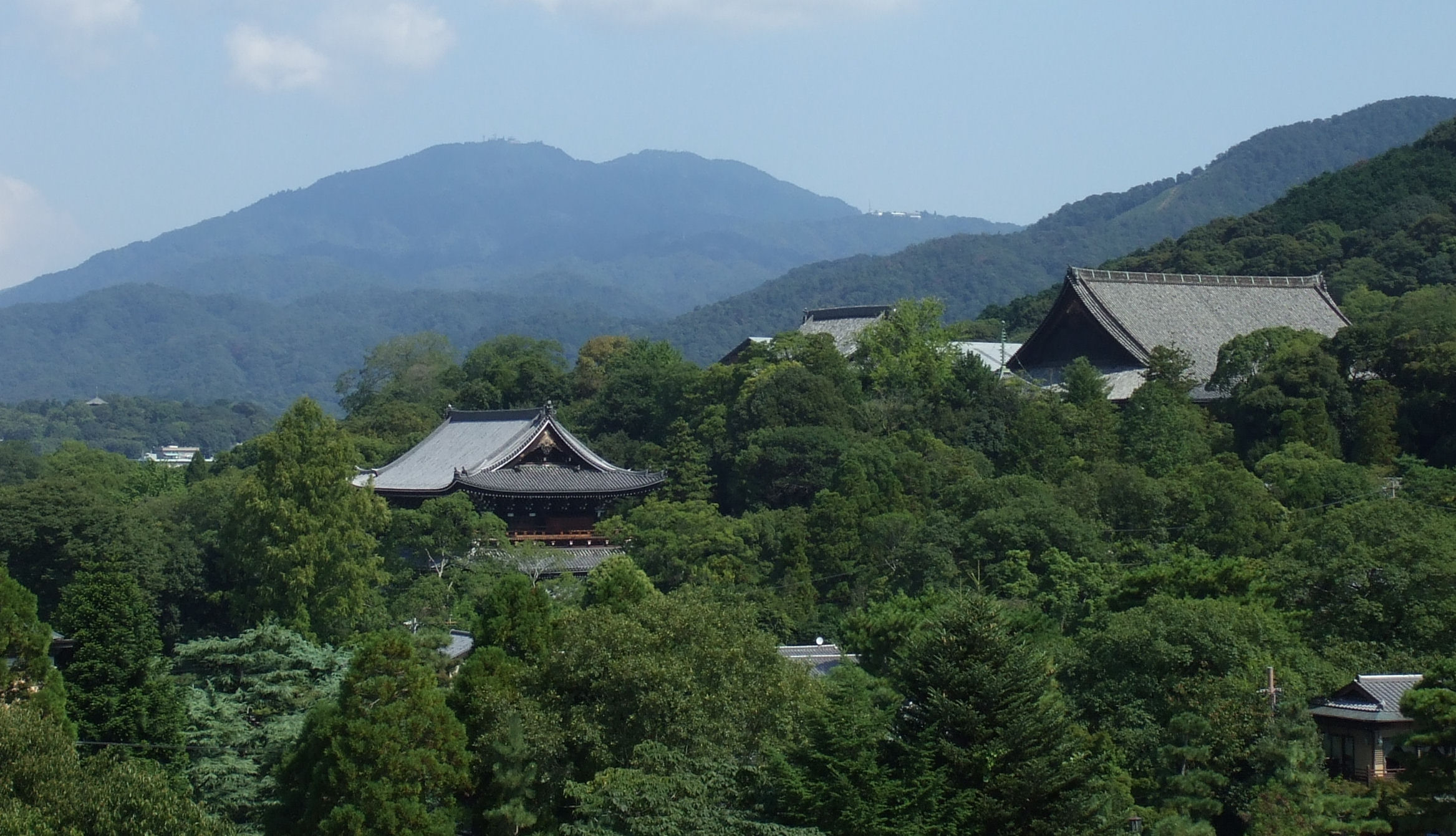
遠景（左三門、右本堂、後方比叡山）

知恩院（ちおんいん）は、京都市東山区林下町にある浄土宗の総本山の寺院。山号は華頂山（かちょうざん）。本尊は法然上人像（御影堂）および阿弥陀如来像（阿弥陀堂）。開山は法然である。正式呼称は華頂山知恩教院大谷寺（かちょうざん ちおんきょういん おおたにでら）。
浄土宗の宗祖・法然が後半生を過ごし、没したゆかりの地に建てられた寺院で、現在のような大規模な伽藍が建立されたのは江戸時代以降である。徳川将軍家から庶民まで広く信仰を集め、今も京都の人々からは親しみを込めて「ちよいんさん」「ちおいんさん」と呼ばれている。
なお他流で門跡に当たる当主・住職を、知恩院では浄土門主（もんす）と呼ぶ。浄土門主・法主推戴委員会により推戴される。

## 歴史
知恩院は、浄土宗の宗祖・法然房源空（法然）が東山吉水（京都市東山区円山公園の一部）の現在の知恩院勢至堂付近に営んだ草庵をその起源とする。法然は平安時代末期の長承2年（1133年）、美作国（現・岡山県）に生まれた。13歳で比叡山に上り、15歳で僧・源光のもとで得度（出家）する。18歳で比叡山でも奥深い山中にある西塔黒谷の叡空に師事し、源光と叡空の名前の1字ずつを取って法然房源空と改名した。法然は唐時代の高僧・善導の著作『観経疏』を読んで「専修念仏」の思想に開眼し、浄土宗の開宗を決意して比叡山を下りた。承安5年（1175年）、43歳の時であった。法然は東山の吉水に吉水草庵（吉水中房。現・知恩院御影堂、もしくは現・安養寺）を建てると、そこに入った。
「専修念仏」とは、いかなる者も、一心に阿弥陀仏（阿弥陀如来）の名を唱えれば極楽往生できるとする思想である。この思想はいわゆる旧仏教側から激しく糾弾され、攻撃の的となった。
法然は建永2年（1207年）の承元の法難で讃岐国（現・香川県）に流罪となったが、4年後の建暦元年（1211年）には許されて都に戻る。その際、吉水草庵に入ろうとしたが荒れ果てていたため、近くにある大谷禅房（現・知恩院勢至堂）に入っている。しかし、翌建暦2年（1212年）1月25日に80歳で没した。
この吉水での法然の布教活動は、流罪となった晩年の数年間を除き、浄土宗を開宗する43歳から生涯を閉じた80歳までの長きにわたり、浄土宗の中心地となった。そのため法然の死後、大谷禅房の隣に法然の廟が造られ弟子が守っていたが、嘉禄3年（1227年）、延暦寺の衆徒によって破壊されてしまった（嘉禄の法難）。しかし、文暦元年（1234年）に法然の弟子である紫野門徒の勢観房源智が再興し、四条天皇から「華頂山知恩教院大谷寺」の寺号を下賜されるなどすると、次第に紫野門徒の拠点となっていった。
建治2年（1276年）、鎮西義の弁長の弟子良忠が鎌倉からやってくると、間もなくして紫野門徒の百万遍知恩寺3世信慧は東山の赤築地（あかつじ）において良忠と談義を行った。そこで両流を校合してみたところ、相違するところが全くなく符合したので、以後源智の門流は別流を立てずに、鎮西義に合流することとなった（「赤築地の談」）。
これにより、紫野門徒の拠点であった知恩院と百万遍知恩寺は鎮西義の京都での有力な拠点となった。
永享3年（1431年）に火災にあって焼失するが、間もなくして再興されている。
応仁元年（1467年）に始まった応仁の乱の際には、知恩院22世周誉珠琳が近江国伊香立（現・大津市伊香立）の金蓮寺に避難し、法然御影や仏像、宝物類を付近にあった庵に避難させ、この庵を改めて新知恩院とした。そして、文明10年（1478年）に知恩院を再興するが、永正14年（1517年）に焼失する。
大永3年（1523年）、知恩院25世超誉存牛（ちょうよぞんぎゅう）と百万遍知恩寺25世慶秀との間で本寺争いとなったが知恩院が勝利し、鎮西義で第一の座次となり本山となった。享禄3年（1530年）に勢至堂が再興され、後奈良天皇より宸翰と「知恩教院」「大谷寺」の勅額を賜っている。
また、戦国時代には縁誉称念による専修念仏集団一心院流（捨世派）が成立して鎮西義から分派し、天文17年（1548年）に法然上人御廟の向かいに一心院を建立している。
天正3年（1575年）、正親町天皇より浄土宗本寺としての承認を受け、諸国の浄土宗僧侶への香衣付与・剥奪の権限を与えられた（「毀破綸旨」）。
天正13年（1585年）には豊臣秀吉より寺領190石が寄進されている。
現存の三門、御影堂（本堂）をはじめとする壮大な伽藍が建設されるのは江戸時代に入ってからのことである。浄土宗徒であった徳川家康は慶長8年（1603年）に知恩院を永代菩提所と定めて寺領703石余を寄進したうえ、翌慶長9年（1604年）からは、北に隣接する青蓮院の地を割いて知恩院の寺地を拡大し、諸堂の造営を行っている。造営は江戸幕府2代将軍徳川秀忠に引き継がれ、現存の三門は元和7年（1621年）に建設された。寛永10年（1633年）の火災で、三門、経蔵、勢至堂を残しほぼ全焼するが、3代将軍徳川家光のもとでただちに再建が進められ、寛永18年（1641年）までにほぼ完成している。
徳川家が知恩院の造営に力を入れたのは、徳川家が浄土宗徒であることや知恩院25世超誉存牛が松平氏第5代松平長親の弟であること、二条城とともに京都における徳川家の拠点とすること、徳川家の威勢を誇示し、京都御所を見下ろし朝廷を牽制することといった、政治的な背景もあったといわれている。江戸時代の代々の門主は皇族から任命されたが、さらにその皇子は徳川将軍家の猶子となった。
宝永7年（1710年）、それまで勢至堂の前にあった阿弥陀堂を現在地に移している。また、霊元上皇より宸翰と「華頂山」の勅額を賜っている。
1947年（昭和22年）、知恩院は法然上人御廟を中心とする「一宗一元運動」を提唱すると、12月8日、知恩院は自らを本山とする本派浄土宗（後に浄土宗本派に改称）を結成し、浄土宗から分派する。1950年（昭和25年）には法然上人御廟の向かいにある一心院が浄土宗捨世派を結成して浄土宗から分派した。しかし、1961年（昭和36年）の法然上人750年忌を機に、翌1962年（昭和37年）に知恩院と浄土宗本派は浄土宗に合流し、知恩院が再び浄土宗の総本山となった。
2011年（平成23年）に御影堂の半解体をともなう大修理を発願し、8年計画で屋根瓦の全面葺き替えをはじめ腐朽、破損箇所の取り替えと補修、軒下の修正、耐震診断調査に基づく構造補強などを行い、2019年（令和元年）にひとまず竣工し、内装などの復元を行って2020年（令和2年）4月13日に落慶法要が行われた。一度外されて補修された屋根が2016年（平成28年）に再び御影堂に載せられた。なお、解体中は月に1回、無料で修理現場が公開され、屋根が戻された直後も修理現場が一般公開された。新型コロナウイルスの影響により落慶法要は大幅に縮小された。

## 境内
知恩院の境内は、三門や塔頭寺院のある下段、御影堂（本堂）など中心伽藍のある中段、勢至堂、法然廟などのある上段の3つに分かれている。このうち、上段が開創当初の寺域であり、中段、下段の大伽藍は江戸時代になって江戸幕府の全面的な援助で新たに造営されたものである。
- 御影堂（国宝） - 本堂、大殿とも呼ばれる。知恩院境内は下段、中段、上段の3段に整地されており、本堂はそのうちの中段に南面して建つ。寛永10年（1633年）の焼失により、寛永16年（1639年）に徳川家光によって再建された。法然ゆかりの吉水草庵があった場所であるとされている。宗祖法然の像を本尊として安置することから御影堂（みえいどう）と呼ぶ。知恩院で最大の堂宇であることから、大殿（だいでん）とも呼ばれる。入母屋造本瓦葺き、間口44.8メートル、奥行34.5メートルの壮大な建築で、江戸幕府造営の仏堂としての偉容を示している。建築様式は外観は保守的な和様を基調としつつ、内部には禅宗様（唐様）の要素を取り入れている。柱間は桁行（正面）11間、梁間（奥行）9間で、手前の梁間3間分を畳敷きの外陣とし、その奥の桁行5間・梁間5間分を内陣とする。内陣の左右はそれぞれ手前の梁間3間分を「脇陣」、奥の梁間2間分を「脇壇前」と呼ぶ。堂内もっとも奥の梁間1間分は、中央の桁行5間を後陣、左右の桁行各3間を脇壇とする。内陣の奥には四天柱（4本の柱）を立てて内々陣とし、宮殿（くうでん）形厨子を置き、宗祖法然の木像を安置する。江戸幕府の造営になる、近世の本格的かつ大規模な仏教建築の代表例であり、日本文化に多大な影響を与えてきた浄土宗の本山寺院の建築としての文化史的意義も高いことから、2002年（平成14年）に三門とともに国宝に指定されている[26]。屋根の上、中央に屋根瓦が少し積まれているが、これは完璧な物はないことの暗喩だとされる。2007年（平成19年）から屋根の修復作業が行われた。法然上人像は毎年12月25日に御身拭式が行われているが、2011年（平成23年）12月25日には御影堂大修理に伴い、御身拭式の後、遷座式が執り行われ修理の間のみ法然上人御堂と改称していた集会堂に安置された。2020年（令和2年）4月13日に落慶遷座法要が行われ、法然上人像は8年4か月ぶりに御影堂に戻った。外陣に掲げられている勅額「明照」は大正天皇の宸筆であり、1915年（大正4年）に制作された。
- 阿弥陀堂 - 御影堂の向かって左に東面して建ち、阿弥陀如来坐像を安置する。1910年（明治43年）再建。宝永7年（1710年）に現在地に移されるまでは勢至堂の前に建てられていた。正面に掲げられている勅額「大谷寺」は後奈良天皇の宸筆である。
- 多宝塔「七百五十万霊塔」 - 1958年（昭和33年）建立。
- 法然上人像
- 写経塔
- 経蔵（重要文化財） - 御影堂の東方に建つ宝形造本瓦葺き裳階（もこし）付きの建物。三門と同じ元和7年（1621年）に建立された建物で、徳川秀忠の寄進による宋版大蔵経六千巻を安置する輪蔵が備えられている。2010年（平成22年）9月25日に、経蔵の礎石に乗用車が衝突し、礎石の一部が剥落する事故があった。事故のあった場所は、当時、彼岸回向のために来寺する信徒の駐車場として開放されていた。
- 宝仏殿 - 1992年（平成4年）建立。御影堂の南側に北面して建つ寄棟造の仏堂。内部には阿弥陀如来立像と四天王像を安置する。
- 九重石塔
- 池
- 納骨堂 - 1930年（昭和5年）建立。
- 大鐘楼（重要文化財） - 宝仏殿裏の石段を上った小高い場所に建つ。延宝6年（1678年）再建。ここにある梵鐘（重要文化財）は日本有数の大鐘で、寛永13年（1636年）の鋳造である。この鐘楼で除夜の鐘を突く模様は年末のテレビ番組でたびたび紹介されている。
- 四脚門（京都府指定有形文化財）
- 武家門 - 集会堂の入口にある門。
- 集会堂（しゅえどう、重要文化財） - 寛永12年（1635年）に徳川家光により再建。かつては衆会堂と呼ばれていた。1872年（明治5年）の京都博覧会の会場となっている。2011年（平成23年）12月に床面を広げる増床工事が行われた。
- 新玄関（重要文化財）
- 大庫裏（おおぐり、重要文化財） - 雪香殿とも呼ばれる。寛永年間（1624年 - 1645年）再建。
- 小庫裏（こぐり、重要文化財） - 月光殿とも呼ばれる。寛永年間（1624年 - 1645年）再建。
- 大方丈（おおほうじょう、重要文化財） - 御影堂の右手後方に建つ。寛永18年（1641年）に建立された檜皮葺き・入母屋造りの華麗な書院建築で、54畳敷きの鶴の間を中心に狩野派の筆になる豪華な襖絵に彩られた多くの部屋が続く。洛中随一の名書院とされる。
- 方丈庭園（国の名勝） - 江戸時代初期の寛永10年（1633年）に作庭が始まった。
  - 南庭 - 池泉回遊式庭園の南池「心字池」は小堀遠州と縁のある僧玉淵によって造られたとされる。
  - 北庭 - 池泉回遊式庭園の北池がある。
  - 徳川家光御手植の松 - 現在の松は三代目である。
- 唐門（勅使門、重要文化財） - 寛永18年（1641年）建立。
- 小方丈（こほうじょう、重要文化財） - 大方丈のさらに後方に建つ。大方丈と同じ寛永18年（1641年）に建立された建物で、襖には狩野派の絵が描かれているが、大方丈に比べ淡彩で落ち着いた雰囲気に包まれる。
- 庭園「二十五菩薩の庭」 - 阿弥陀如来が西方極楽浄土から25名の菩薩を従えて来迎する様を石と植込みで表現したもの。
- 茶室「葵庵」
- 権現堂 - 1974年（昭和49年）再建。小方丈のさらに奥に建つ小規模な仏堂。1956年（昭和31年）に焼失したため立て直された。内部には知恩院の造営に関わった徳川三代（徳川家康・秀忠・家光）の位牌と肖像画を安置する。
- 北門
- 寺務棟
- 御廟（京都府指定有形文化財） - 法然上人の死後、門弟たちの手によって勢至堂の東に建てられたもので法然の遺骨を納めている。賜蓮堂とも呼ばれる。現在の建物は慶長18年（1613年）に常陸国土浦藩主松平信一の寄進を得て改築されたもの。知恩院にあって、喧騒から隔離された祈りの空間となっている。
  - 御廟拝（京都府指定有形文化財）殿 - 宝永7年（1710年）建立。
  - 御廟唐門（京都府指定有形文化財）
- 勢至堂（重要文化財） - 本地堂。境内東側、急な石段を上った先の小高い場所にある。法然の住房であった大谷禅房があった地であり、知恩院発祥の地である。入母屋造本瓦葺き。寺内の建物では最も古く、室町時代の享禄3年（1530年）の再建で知恩院最古の建築物である。当初は御影堂であったが、新しく御影堂が建てられてからは勢至堂となった。内陣厨子内に安置する本尊勢至菩薩坐像は鎌倉時代の作で、2003年（平成15年）に重要文化財に指定されている。勢至菩薩を本尊とする堂は他にほとんど例を見ないが、浄土宗では法然を勢至菩薩の生まれ変わりとしており（法然の幼名は「勢至丸」であった）、法然の本地仏として造立されたものと思われる。勅額「知恩教院」は後奈良天皇の宸筆である。
- 山亭 - 霊元天皇の第13皇女・吉子内親王の御殿を宝暦9年（1759年）に下賜されて移築したもの。明治時代に大改修を受けている。当初は勢至堂の客殿であった。
- 山亭庭園 - 大方丈前から石段を上った山腹に位置し、京都市街を一望できる眺望のよい場所にある。庭園は江戸時代末期造営の枯山水庭園である。
- 千姫の墓 - 特異な形をしている。
- 濡髪大明神 - 白狐の化身・濡髪童子を祀る。
- 位牌堂 - 与板大仏と呼ばれた釈迦牟尼仏の仏頭が安置されている。
- 鐘楼
- 表門
- 蓮華堂
- 一心院 - 知恩院の境内にあるが、浄土宗捨世派の本山である。知恩院とは本末関係にはない。
- 湯川秀樹の墓
- 宗学研究所
- 黒門（京都府指定有形文化財） - 慶長年間（1596年 - 1615年）に山岡道阿弥により伏見城から移築・寄進された。
- 鎮守八幡社（鎮守堂）（京都府指定有形文化財）
- 舞殿
- 茶室「真葛庵」
- 友禅苑 - 宮崎友禅ゆかりの池泉回遊式庭園で、1954年（昭和29年）に改修された。
  - 池
  - 茶室「華麓庵」 - 1968年（昭和43年）築。裏千家ゆかりの茶室。
  - 茶室「白寿庵」 - 当山第86世中村康隆猊下の白寿を記念して移築された。
- 三門（国宝[27]） - 総門（新門）を通り、緩い坂道を上った先に三門が建つ。元和5年（1619年）9月に徳川秀忠の命で三門と経蔵の造営が始められ、元和7年（1621年）秋にはほぼ完成した[27]。平成大修理時に上層屋根の土居葺板という部材から元和7年（1621年）の墨書が発見され同年の建立と判明した。形式は五間三戸二階二重門、入母屋造、本瓦葺で西面する[27]。「五間三戸」は正面柱間が5つで、うち中央3間が通路になっているもの。「二重門」は2階建てで、1階・2階の両方に軒の張りだしがあるものをいう。高さ24メートルの堂々たる門で、東大寺南大門より大きく、現存する日本の寺院の三門（山門）の中で最大の二階二重門である。組物（軒の出を支える構造材）を密に並べた「詰組」とすること、粽（ちまき）付きの円柱を礎盤上に立てること、上層の垂木を扇垂木とすることなど、細部の様式は禅宗様であり、禅寺の三門に似た形式とする。門の上層内部は釈迦如来像と十六羅漢像を安置し、天井には龍図を描くなど、やはり禅寺風になっている[28][29]。なお、山門ではなく三門と呼ばれているがそれは、「空門（くうもん）」「無相門（むそうもん）」「無願門（むがんもん）」という悟りに通ずる三つの解脱の境地を表わす門・三解脱門（さんげだつもん）という意味である。
- 日本三大門のひとつに数える説がある三門をくぐると「男坂」と呼ばれる急な階段がある。本堂などの建つ「中段」に至る。 右手にはなだらかな階段、「女坂」がある[30][31]。
- 和順会館 - 1972年（昭和47年）築。
- 浄土宗宗務庁
- 京都華頂大学
- 華頂短期大学
- 華頂短期大学附属幼稚園
- 華頂女子高等学校
- 南門（京都府指定有形文化財） - 知恩院と円山公園の間にある。
- 古門
- 総門（新門）（京都府指定有形文化財） - 東大路通に面している。

### 塔頭
- 崇泰院 - かつて浄土真宗本願寺派本山の大谷本願寺があった所。元大谷ともよばれる。
- 光玄院
- 樹昌院
- 既成院
- 源光院
- 信重院
- 保徳院
- 良生院
- 先求院
- 浩徳院
- 松宿院 - 松風天満宮とも呼ばれる。洛陽天満宮二十五社順拝第15番札所の「梅宿菴天満宮」であるともされている。
- 入信院
- 光照院

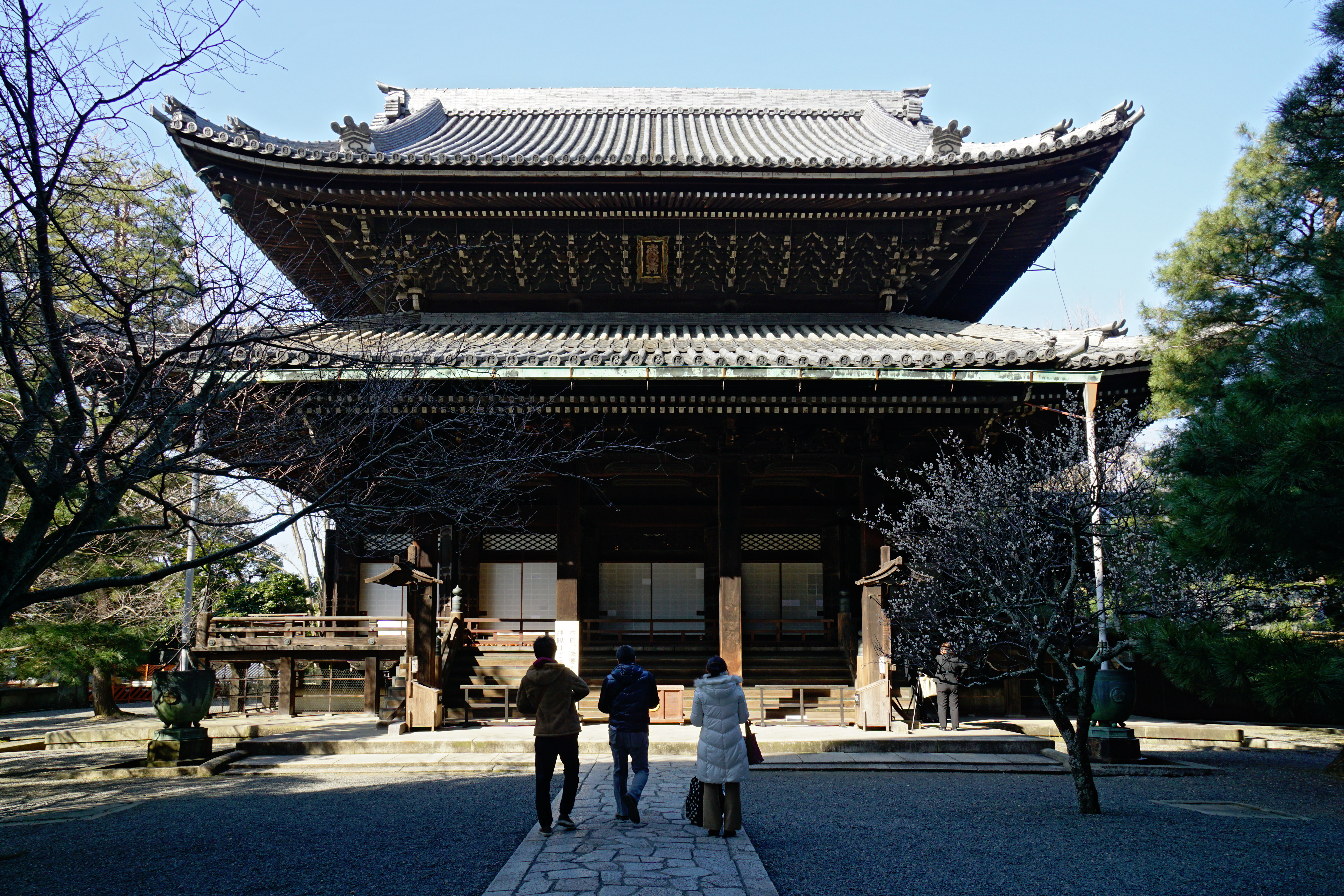
阿弥陀堂
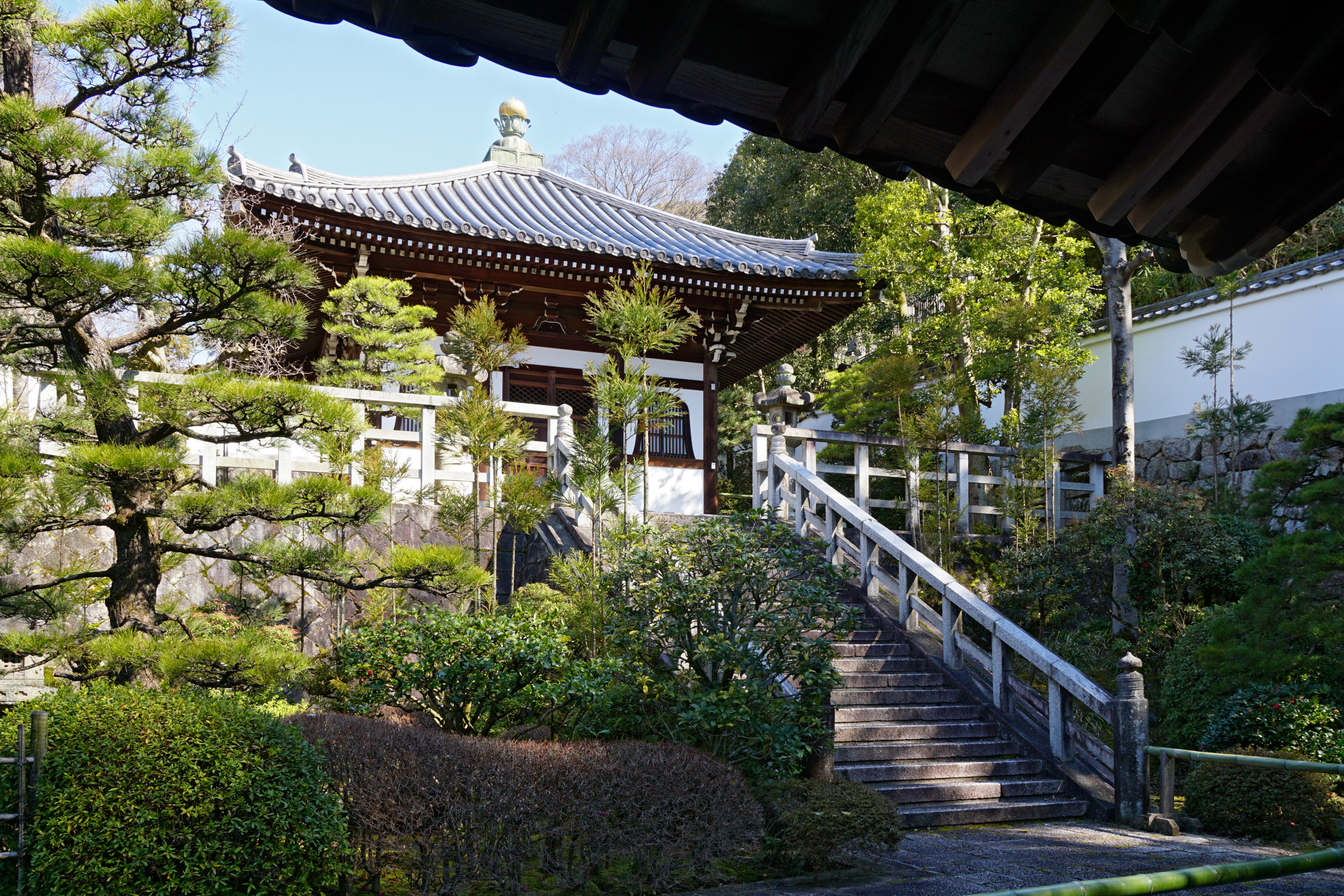
権現堂
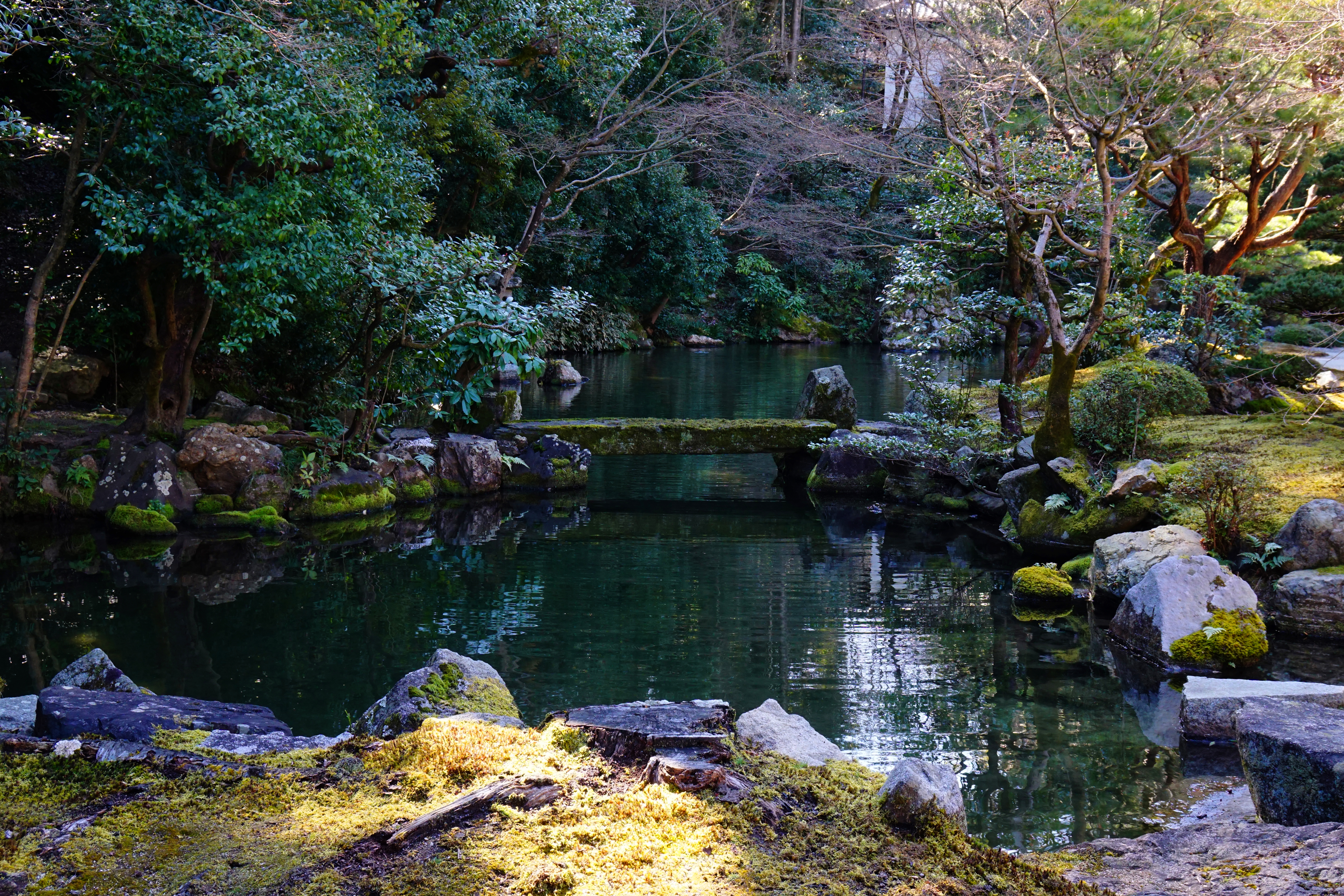
方丈庭園
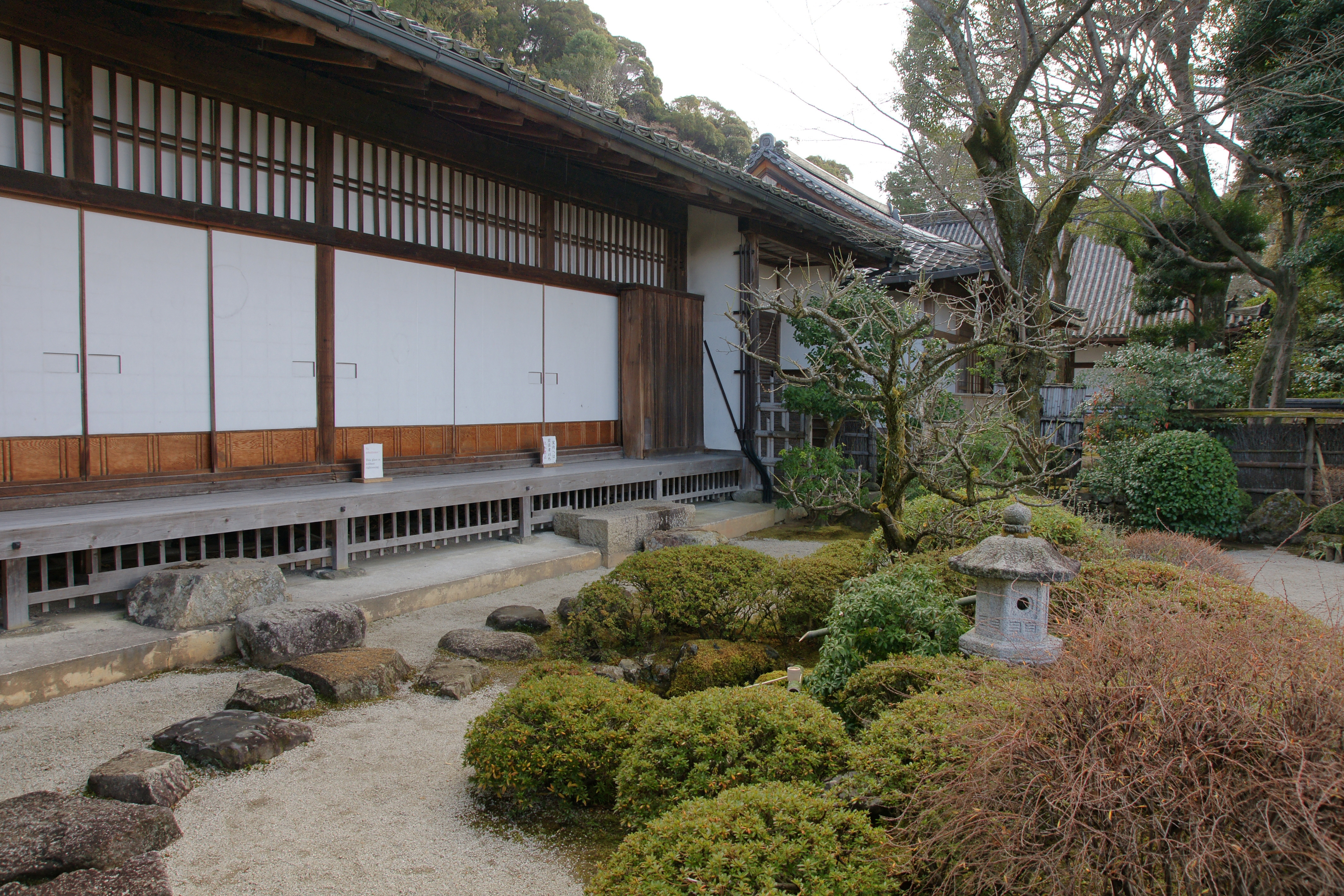
山亭と庭園
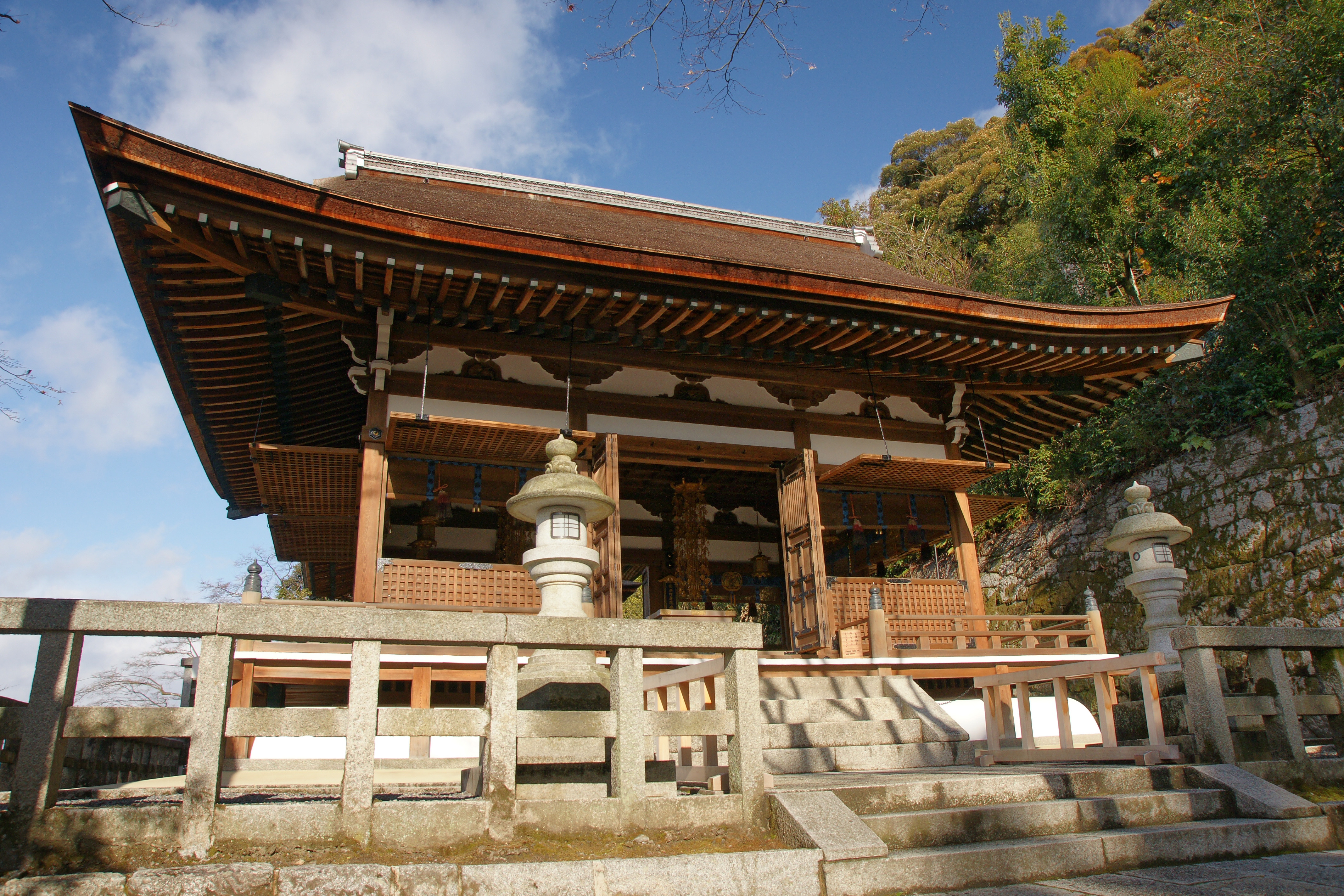
法然上人御廟
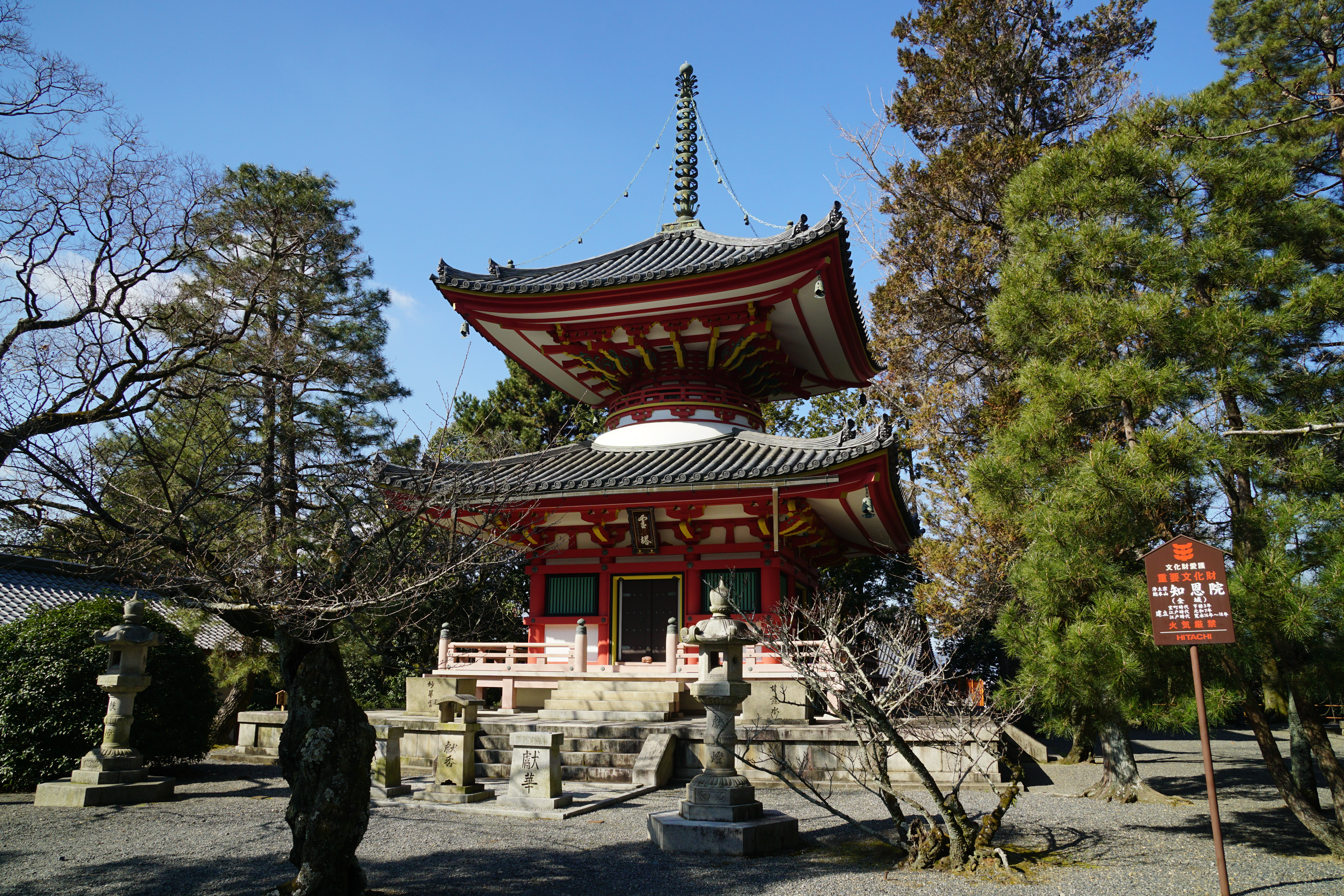
多宝塔
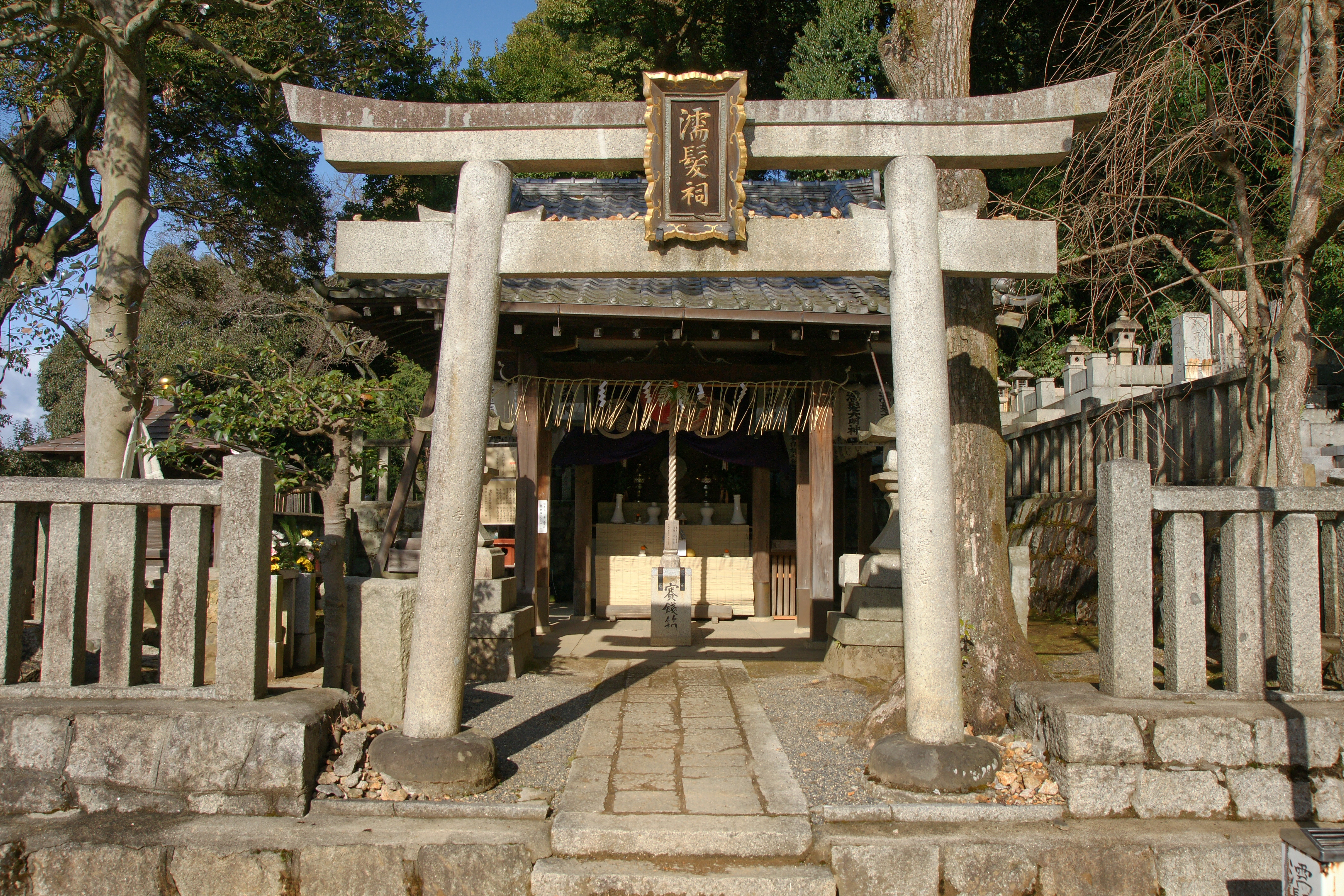
濡髪大明神
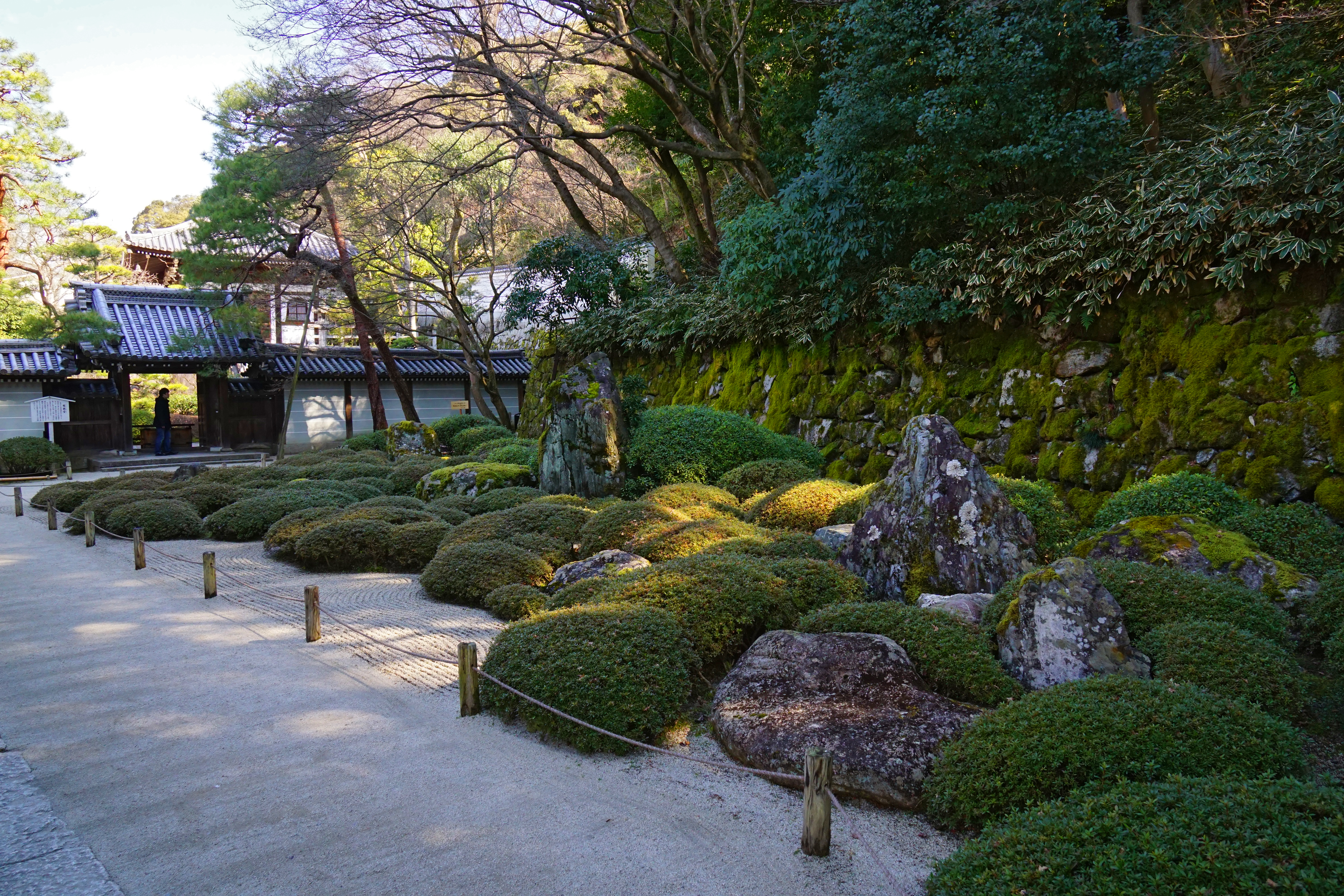
方丈庭園 二十五菩薩の庭
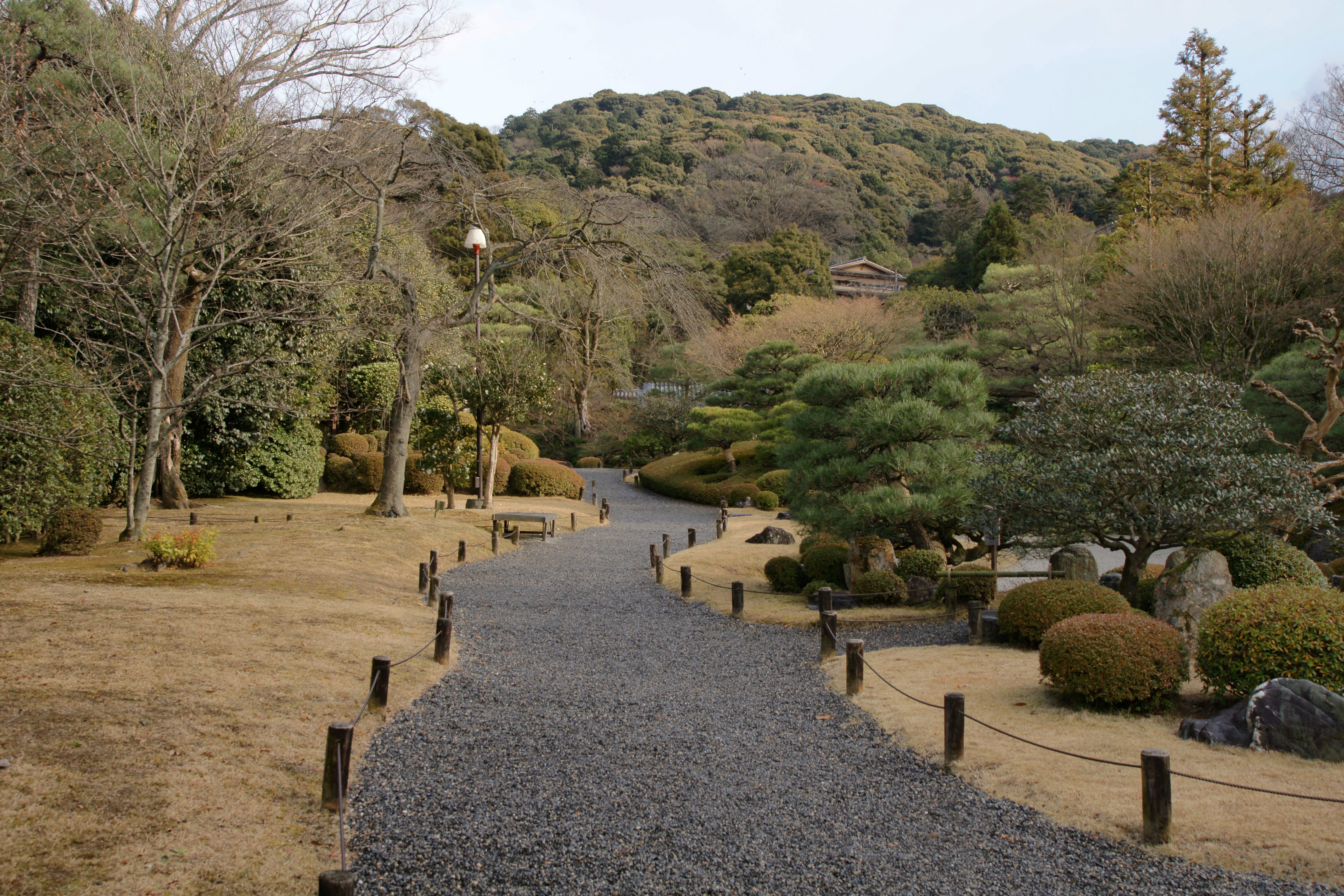
友禅苑
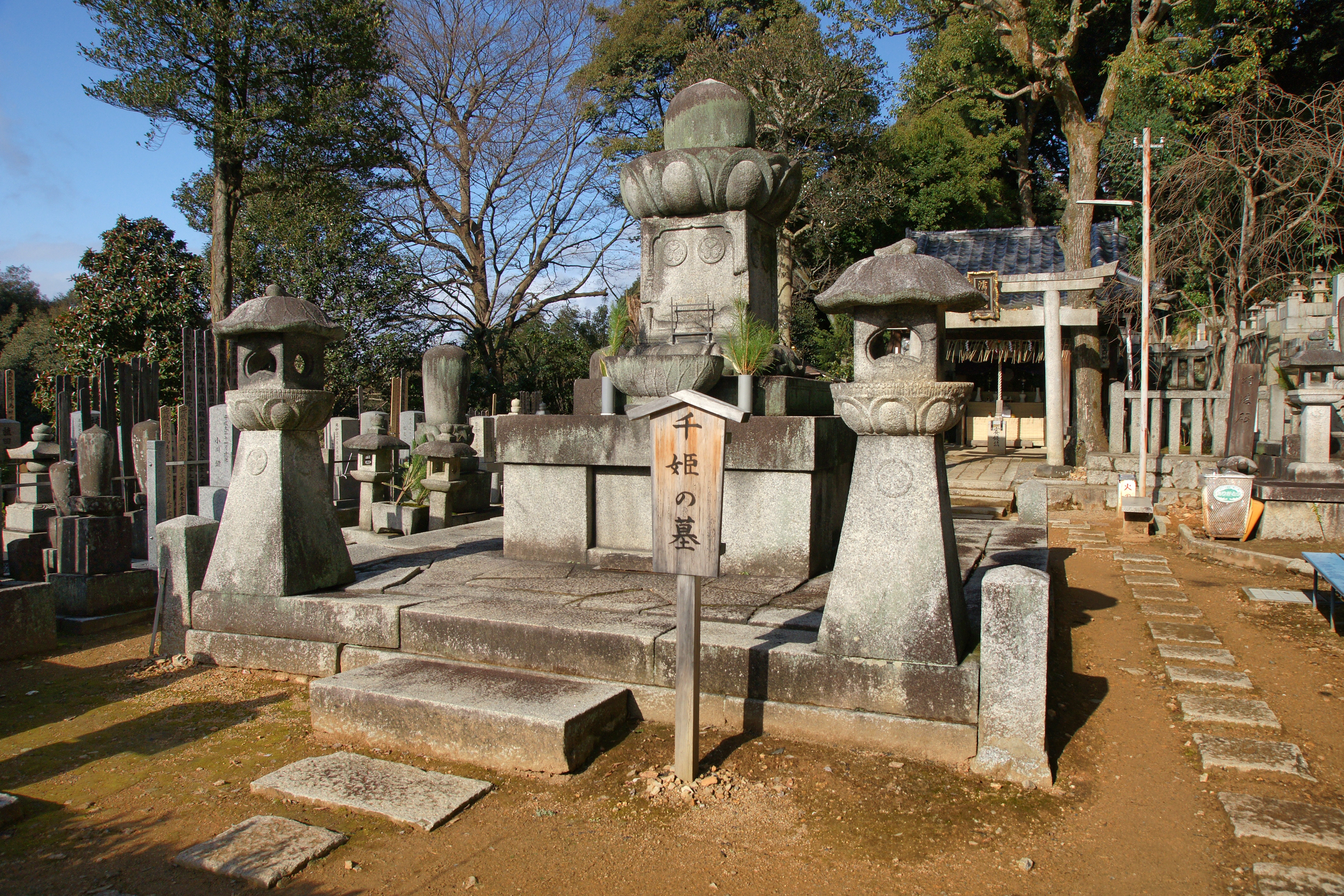
千姫の墓
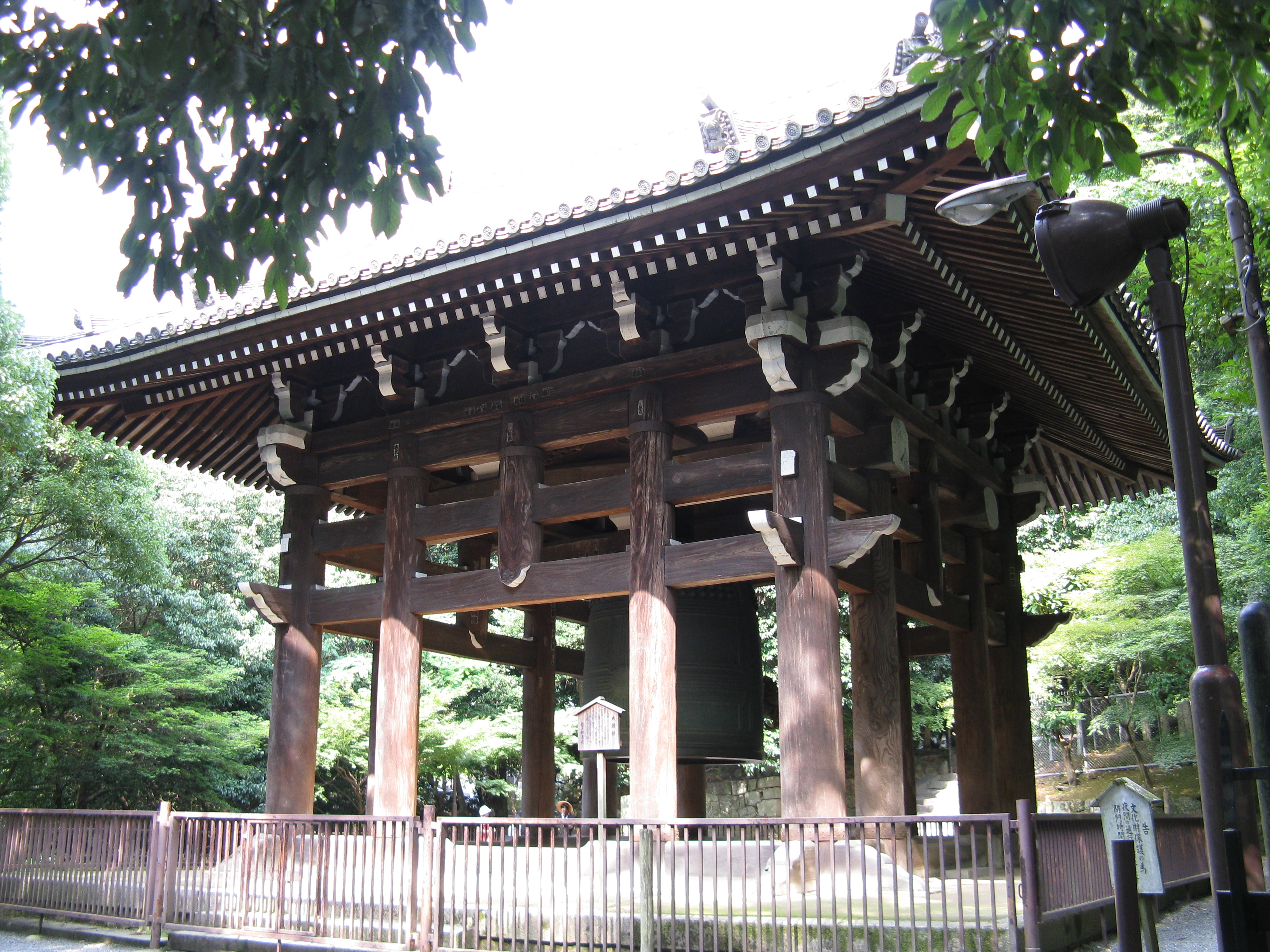
大鐘楼（重要文化財）
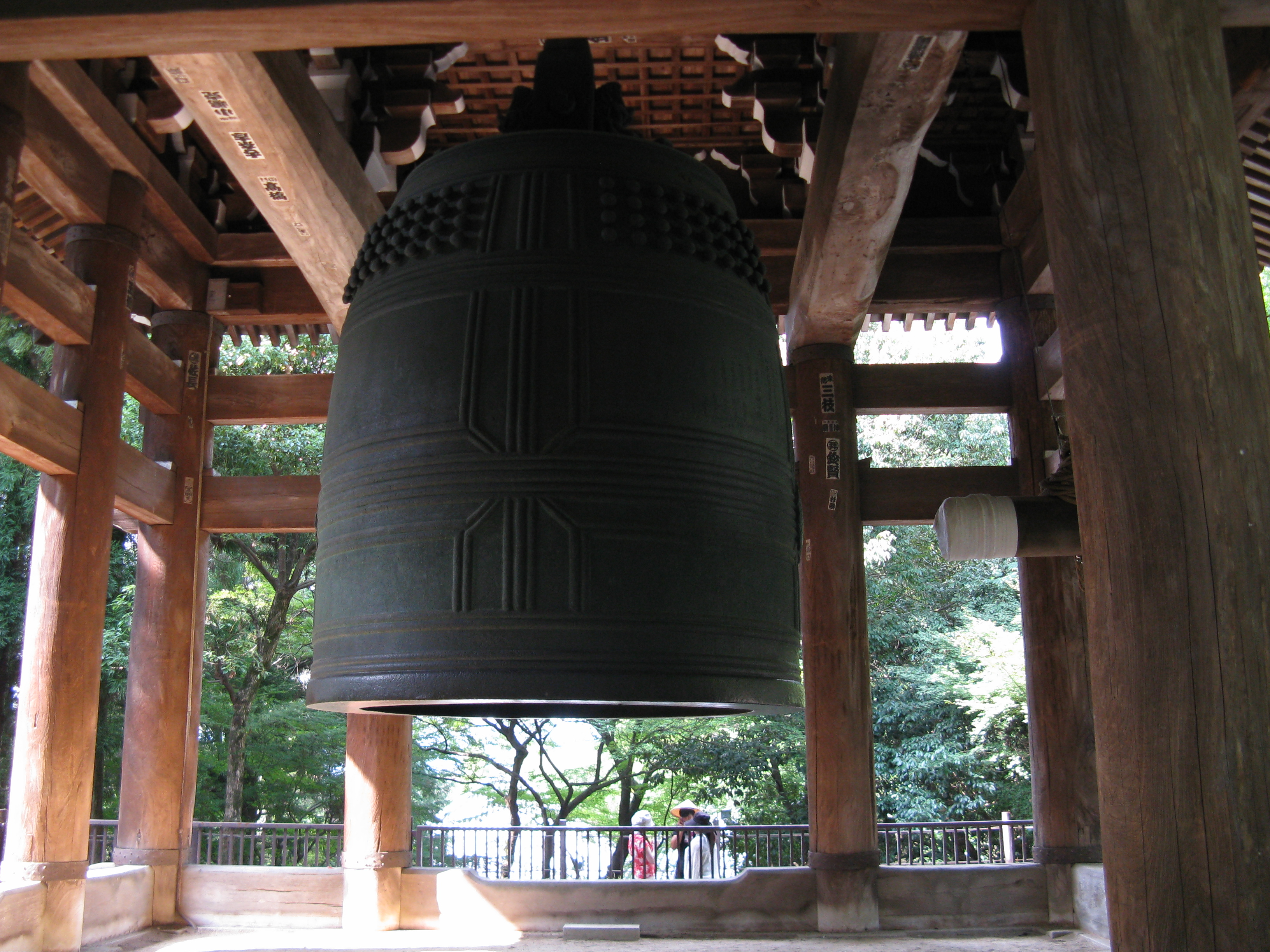
梵鐘（重要文化財）
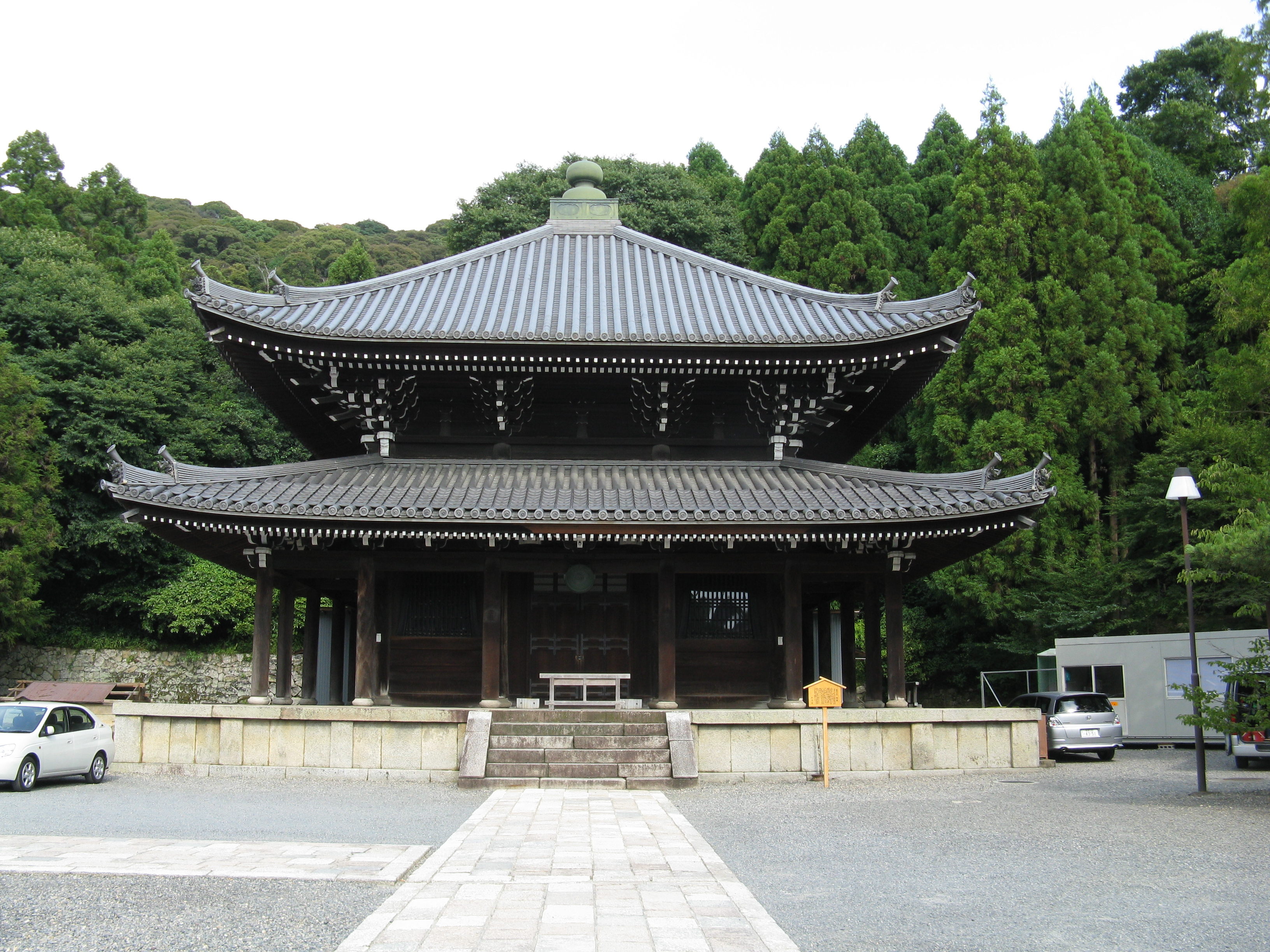
経蔵（重要文化財）

## 文化財

阿弥陀二十五菩薩来迎図（「早来迎」）

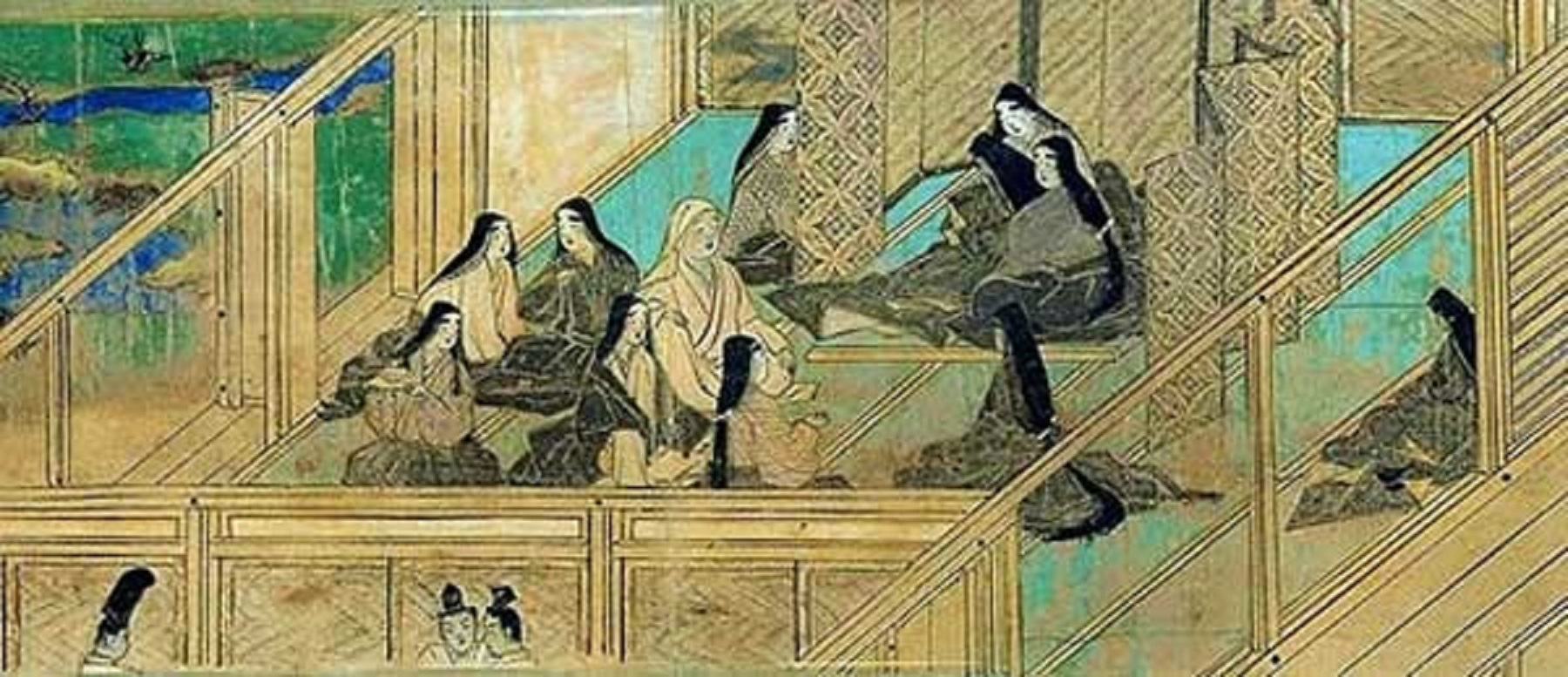
法然上人絵伝のうち巻一 第二段 法然は長承2年（1133年）4月7日、美作国久米南条の押令使・漆間時国の子として誕生した。画面は時国の館。奥の屏風で囲われた部屋が産部屋である。

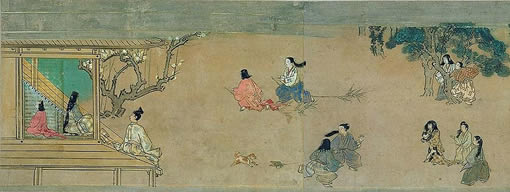
法然上人絵伝のうち巻一 第三段 幼時から聡明であった勢至丸（後の法然、画面左端）は、庭で遊びまわる少年たちとは対照的に、邸の西面の壁に向かって合掌している。

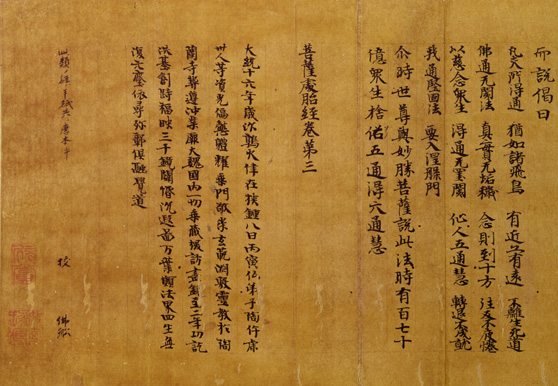
菩薩処胎経（巻末部分）

### 国宝
- 本堂（御影堂）（附：歩廊）[32]
- 三門
- 紙本著色法然上人絵伝48巻 - 鎌倉時代の絵巻。
- 絹本著色阿弥陀二十五菩薩来迎図 - 鎌倉時代の仏画。通称「早来迎（はやらいこう[注釈 1]）」」
- 菩薩処胎経（魏大統十六年陶仵虎願経） – 西魏時代の大統16年（550年）の書写。
- 大楼炭経 巻第三（唐咸亨四年蘇慶節敬造一切経）- 唐時代の咸亨4年（673年）の書写。
- 上宮聖徳法王帝説 – 聖徳太子の伝記で、現存唯一の写本。平安時代後期。

以上のうち、菩薩処胎経以下の3件は、幕末から明治にかけて門主を務めた養鸕徹定（1814年 - 1891年）の収集品である。国宝指定物件のうち、絵画、書跡は京都国立博物館および奈良国立博物館に寄託されている。

### 重要文化財

#### 建造物
- 大方丈（附：玄関及び歩廊）
- 小方丈（附：歩廊）
- 集會堂（しゅえどう）（附：玄関）
- 大庫裏（おおぐり）（附：歩廊及び玄関）
- 小庫裏（こぐり）（附：歩廊）
- 唐門
- 大鐘楼
- 経蔵
- 勢至堂

#### 美術工芸品
- 綾本著色毘沙門天像
- 絹本著色阿弥陀経曼荼羅図
- 絹本著色観経曼荼羅図
- 絹本著色紅玻璃（ぐはり）阿弥陀像
- 絹本著色地蔵菩薩像
- 紙本著色法然聖人絵 奥に釈弘願とあり 1巻
- 絹本著色阿弥陀浄土図 淳熙十年の年記がある
- 絹本著色桃李園金谷園図 2幅 仇英筆
- 絹本著色蓮花図 2幅
- 絹本著色牡丹図
- 絹本著色五百羅漢図
- 押出鍍金三尊仏 2面
- 木造阿弥陀如来立像（本堂安置）
- 木造善導大師立像（本堂安置）
- 木造勢至菩薩坐像（勢至堂安置） [33]
- 木造釈迦如来及両脇侍（善財童子・月蓋長者）像3躯・木造十六羅漢坐像16躯（三門上層安置）釈迦如来像に康猶の銘あり 元和7年（1621年）[34]
- 木造徳川家康坐像 康猶作（推定）・木造徳川秀忠坐像 元和6年（1620年）康猶作[35]
- 刺繍須弥山日月図九条袈裟 屏風仕立
- 海竜王経 4帖
- 紺紙金字後奈良天皇宸翰阿弥陀経
- 大唐三蔵玄奘法師表啓（天平神護元年僧興願奥書）
- 十地論歓喜地 巻三
- 順次往生講式
- 大通方広経 巻下（天平三年奥書）
- 中阿鋡経 第廿九（天平宝字三年書写奥書、「善光」朱印あり）
- 註楞伽経 巻第五
- 超日明三昧経 巻上（天平十五年五月十一日光明皇后願経）
- 菩薩地持論 10帖（各帖に延暦十六年藤原継縄誓願の記あり）
- 法華経玄賛巻第三（天平三年書写奥書）・法華経玄賛巻第二・第七・第十
- 瑜伽師地論 81帖、1巻
- 宋版一切経 5,969帖
- 三略 上中下（正和二年良祐書写加点奥書）
- 天平年間写経生日記

典拠：2000年までの指定物件については『国宝・重要文化財大全 別巻』（所有者別総合目録・名称総索引・統計資料）（毎日新聞社、2000）による。

### 国の名勝
- 知恩院方丈庭園 - 2021年（令和3年）3月26日指定[36][37]。

### 京都府指定有形文化財

#### 建造物
- 御廟
- 御廟唐門
- 御廟拝殿
- 鎮守堂
- 四脚門
- 南門
- 黒門
- 総門

#### 美術工芸品
- 金銅装笈

法然上人絵伝より

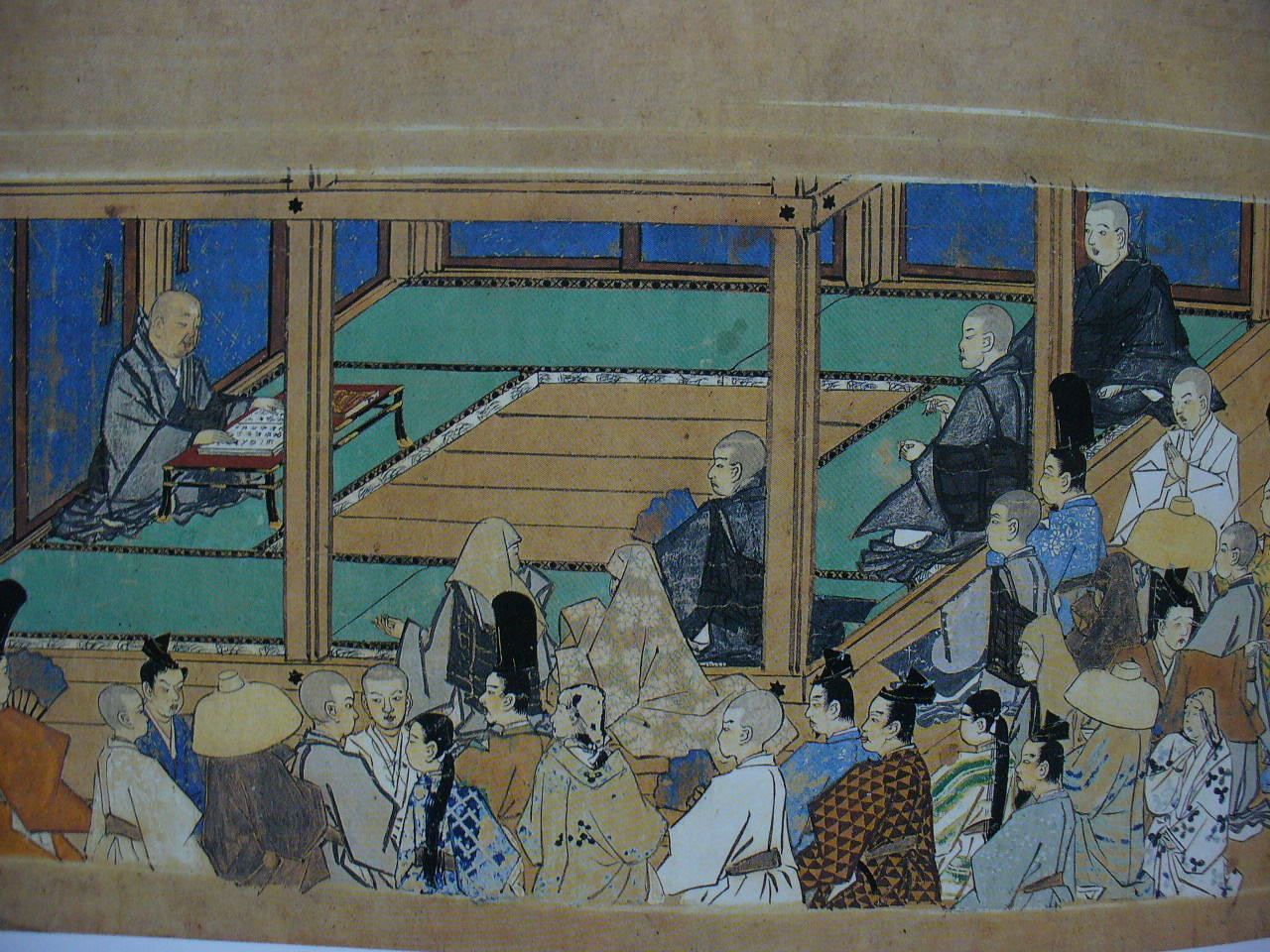
東山吉水での浄土開宗（第6巻第3段）
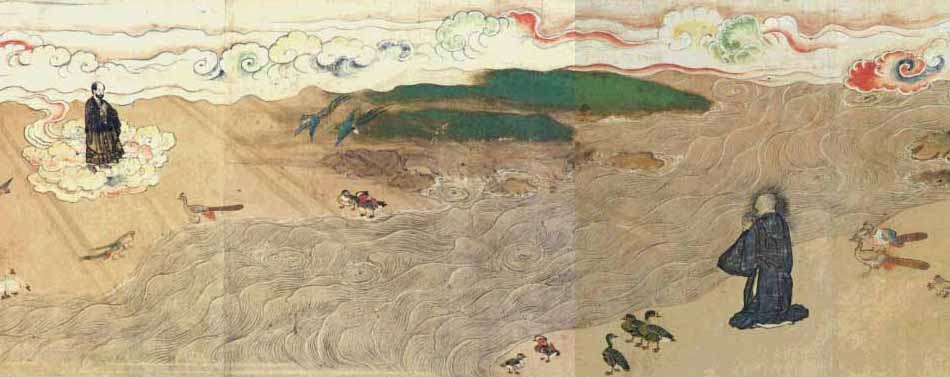
法然、夢で善導に会う（二祖対面）（第7巻第5段）
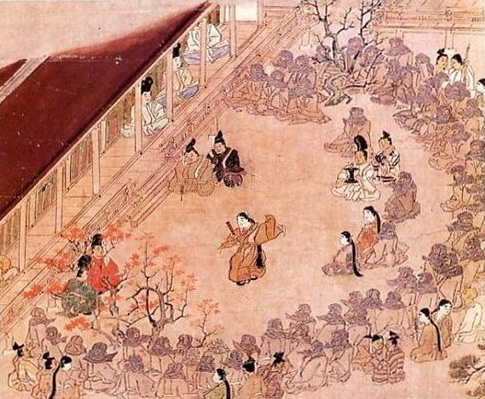
延年の舞（第9巻第6段）
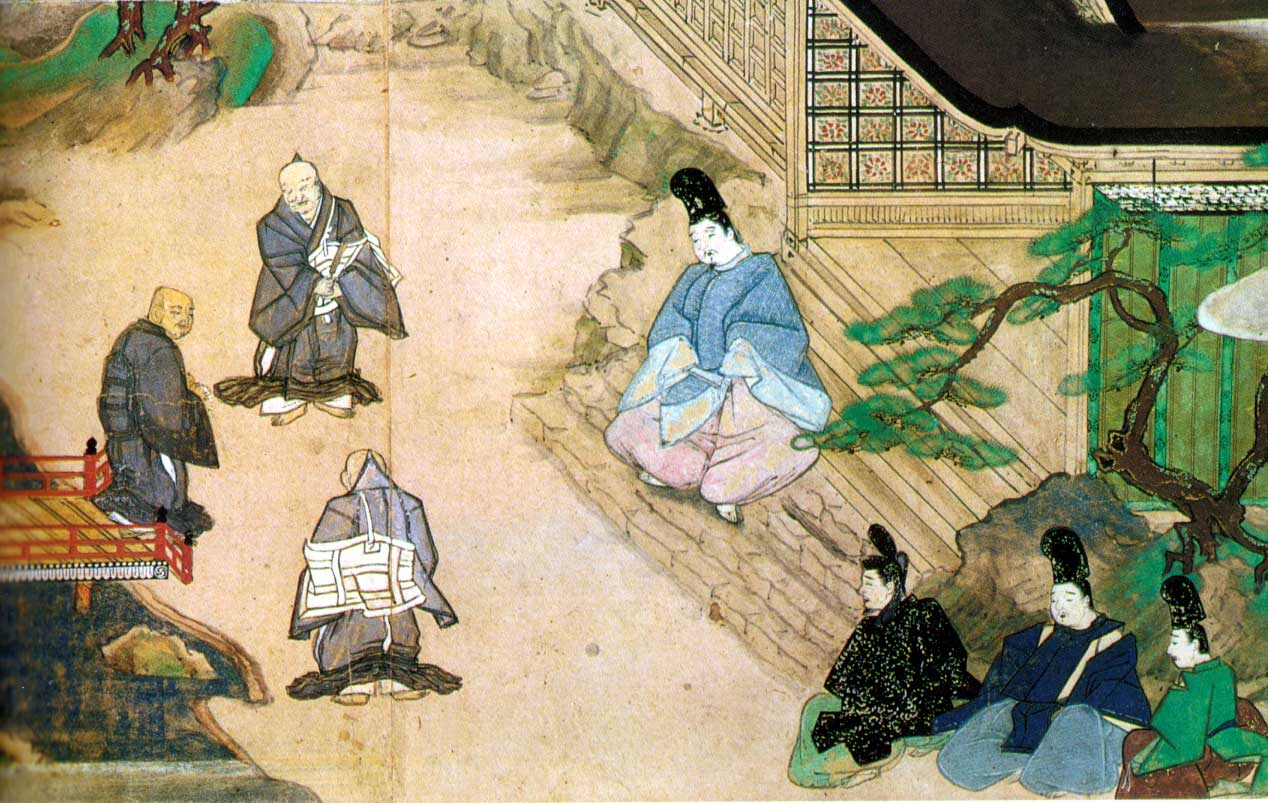
関白九条兼実が法然を出迎える（第11巻第3段）
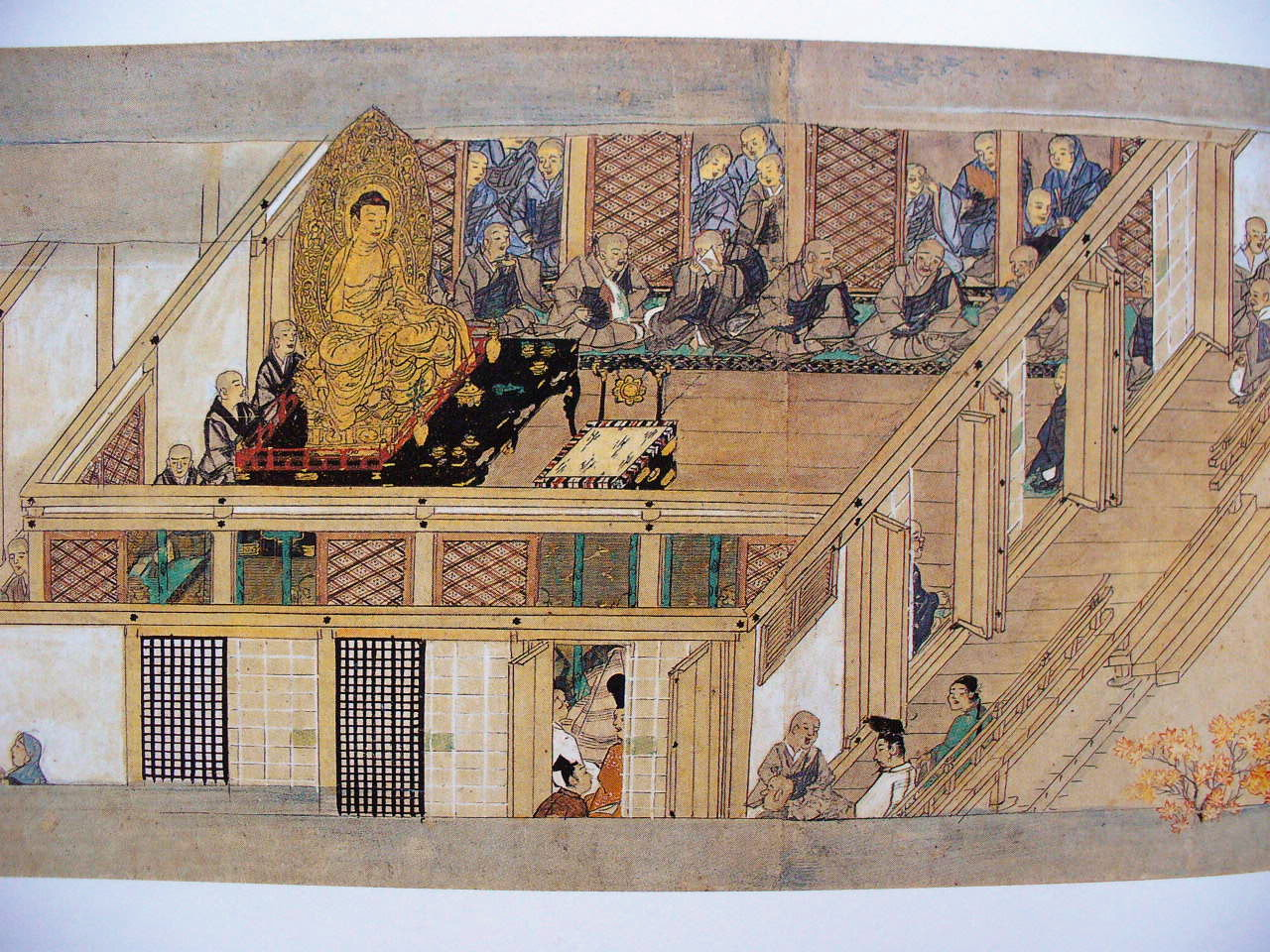
大原勝林院における顕真法印らとの法談（大原談義）（第14巻第2段）
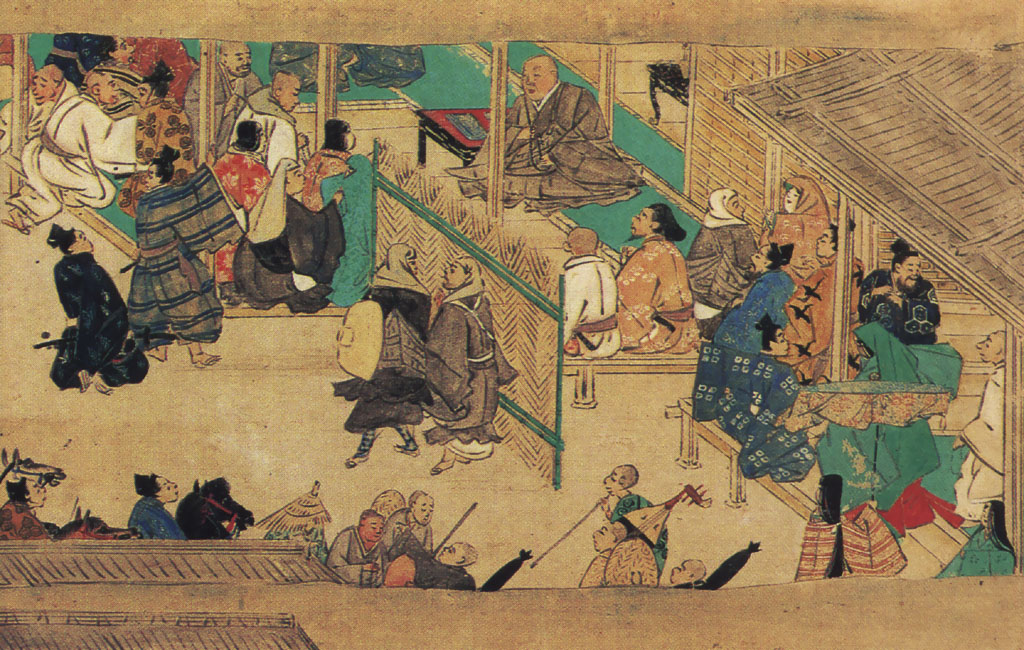
摂津経の島における教化（第34巻第3段）

## 主な行事
- 法然上人御祥当法要（1月25日）

法然の命日に行われる法要。遺言の「一枚起請文」が読み上げられる。
- 追儺式（2月初旬）

豆まきが行われる。
- 涅槃会（2月中旬）

釈迦の命日（旧暦の2月15日）に行われる法要。
- 彼岸会（3月下旬と9月下旬  ）

春分・秋分の時期に極楽浄土を願い、それぞれ7日間にわたって行われる。 『浄土三部経』の一つ『観無量寿経』の世界を描いた曼陀羅が掲げられ、読経が行われる。
- 灌仏会（4月8日）

釈迦の誕生日。花御堂が設けられ、誕生仏に甘茶を注いで釈迦の誕生を祝う。
- 御忌大会（4月下旬）

法然の没後に門弟たちが始めた「知恩講」に由来する最も重要な法要で、連日連夜8日間にわたって行われる。法然の命日である1月に行われていたが1877年（明治10年）から4月に変更された。1889年（明治22年）にこの法要を偶然目撃したノーベル賞作家キプリングは僧侶たちの法衣の見事さに「一つでいいから略奪してこの国から逃げ出したい」ほどだと感嘆し、大晦日とこの法要でしか行われない大鐘楼の鐘つきや御影堂の描写とともに衣の美しさについて克明に記した。
- 善導忌（6月中旬）

善導大師のための法要。
- 盂蘭盆会（7月15日）
- 暁天講座（7月）

講師を招いた公開講座。終了後芋粥接待がある。
- おてつぎこども奉仕団（7月、8月）

1967年から毎夏開催されている小中学生向けの体験学習会。
- 勢至堂墓地施餓鬼会（8月上旬）

餓鬼道に落ちた亡者に飲み物や食べものを施すことにより、功徳を積み、先祖を偲ぶ法要。
- 放生会（10月中旬）
- 兼実忌（11月初旬）

秋のライトアップ中に行われる九条兼実のための法要。
- 濡髪大明神大祭（11月25日）

濡髪大明神は火災の守り神。僧侶による読経のあと、1年間に集まった護摩木を焚きあげ、祈願する。
- 仏名会（12月初旬）

諸仏の名前を集めた経典「仏名経」を読誦する。
- 成道会（12月8日）

釈迦が悟りをひらいた日（旧暦の12月8日）の法要。
- 勢観忌（12月中旬）

勢観房源智の命日（旧暦の12月12日）の法要。
- 御身拭式（12月25日）

念仏唱和のなか、門跡が法然尊像を羽二重で拭く儀式。
- 除夜の鐘（12月31日）

## 知恩院の七不思議
1. 鶯張りの廊下
御影堂から大方丈・小方丈へ至る約550メートルの廊下で、歩くと鶯の鳴き声に似た音がするため「鶯張りの廊下」と呼ばれ、静かに歩こうとすればするほど音がする。
2. 白木の棺
三門楼上に安置されている二つの白木の棺で、中には将軍家より三門造営の命を請け、三門完成後に工事の予算が超過したため責任をとって自刃したと伝えられている大工の棟梁・五味金右衛門夫婦の自作の木像が納められている。
3. 抜け雀
狩野信政が描いた大方丈の菊の間の襖絵で、万寿菊の上に数羽の雀が描かれていたが、あまりにも上手に描かれたので雀が生命を受けて飛び去ったといわれる。
4. 三方正面真向（まむき）の猫
大方丈の廊下にある杉戸に描かれた狩野信政筆の猫の絵で、どちらから見ても見る人の方を正面からにらんでいるので「三方正面真向の猫」と呼ばれている。
5. 大杓子
大坂夏の陣で三好清海入道が兵士に飯を振舞った際に用いられたものとも、得物に暴れまわったものともいわれる杓子で、阿弥陀仏の大慈悲ですべての人が救いとられるという一切衆生救済を表したものである。
6. 瓜生石（うりゅうせき）
黒門への登り口の路上にあり、知恩院が建立される前からあるとされる大きな石で、一夜にしてこの石から蔓が伸びて花が咲き、瓜が実ったと伝わる。その下には二条城まで続く通路があるとの伝説もある石。
7. 忘れ傘
御影堂正面軒下に名工・左甚五郎が魔除けに置いたとも、白狐の化身・濡髪童子が置いたとも伝えられる傘で、知恩院を火災から守るものとされている。

## 門主・執事長
- 門主：伊藤唯眞
- 執事長：北川一有

## 歴代宮門主
（）内は何代目かを記す
- 良純 (1) →尊光 (2) →尊統 (3) →尊胤 (4) →尊峯 (5) →尊超 (6) →尊秀 (7)

## 歴代住持（門主）
（）内は何代目かを記す
- 法然房源空 (1) → 勢観房源智 (2) → 本仏房道宗 (3) → 道舜 (4) → 覚生 (5) → 観明 (6) → 了信 (7) → 如一 (8) → 舜昌 (9) → 西阿 (10) → 円智 (11) → 勢阿普観 (12) → 恭阿 (13) → 助阿 (14) → 佐阿 (15) → 信楽 (16) → 法阿 (17) → 入阿 (18) → 堯譽隆阿 (19) → 空禅 (20) → 大譽慶竺 (21) → 周譽珠琳 (22) → 勢譽愚底 (23) → 肇譽訓公 (24) → 超譽存牛 (25) → 保譽源派 (26) → 徳譽光然(27) → 浩譽聡補 (28) → 満譽尊照 (29) → 城譽法雲 (30) → 然譽源正 (31) → 雄譽霊巌 (32) → 円譽廓源 (33) → 心譽文宗 (34) → 勝譽旧応 (35) → 帝譽尊空 (36) → 玄譽知鑑 (37) → 玄譽万無 (38) → 直譽感栄 (39) → 専譽孤雲 (40) → 安譽良我 (41) → 白譽秀道 (42) → 応譽円理 (43) → 通譽岸了 (44) → 然譽沢春 (45) → 然譽了鑑 (46) → 照譽見超 (47) → 堅譽往的 (48) → 称譽真察 (49) → 霊譽鸞宿 (50) → 喚譽雲頂 (51) → 団譽了風 (52) → 麗譽順真 (53) → 曹譽沢真 (54) → 興譽正含 (55) → 覚譽教意(56) → 檀譽貞現 (57) → 海譽祐月 (58) → 実譽興玄 (59) → 誠譽定説 (60) → 仰譽聖道 (61) → 聖譽霊麟 (62) → 君譽智厳 (63) → 泰譽在心 (64) → 迎譽貞厳 (65) → 察譽貞瑞 (66) → 聴譽説行 (67) → 響譽説玄 (68) → 方譽順良 (69) → 赫譽歓幢 (70) → 万譽顕道 (71) → 荘譽浄厳 (72) → 名譽学天 (73) → 漆間俊光（随譽）(74) → 養鸕徹定（順譽）(75) → 福田行誡（立譽）(76) → 日野霊瑞（鳳譽）(77) → 野上運海（竟譽）(78) → 山下現有（孝譽）(79) → 岩井智海（願譽）(80) → 郁芳随円（相譽）(81) → 望月信亨（昱譽）(82) → 岸信宏（量譽）(83) → 高畠寛我（明譽）(84) → 藤井実応（明譽）(85) → 中村康隆（心譽）(86) → 坪井俊映（仁譽）(87) → 伊藤唯真（願譽）(88)

## 幕末の領地
国立歴史民俗博物館の『旧高旧領取調帳データベース』より算出した幕末期の知恩院領は以下の通り（16村・1,853石余）。
- 山城国愛宕郡のうち – 8村
  - 岡崎村のうち – 39石余
  - 田中村のうち – 1石
  - 浄土寺村のうち – 37石
  - 粟田口村のうち – 7石余
  - 柳原庄のうち – 23石余
  - 千本廻りのうち – 15石余
  - 八坂廻りのうち – 21石余
  - 知恩院門前のうち – 56石余
- 山城国葛野郡のうち – 4村
  - 西院村のうち – 298石余
  - 壬生村のうち – 3石余
  - 中堂寺村のうち – 5石余
  - 岡村のうち – 471石余
- 山城国紀伊郡のうち – 4村
  - 西ノ庄村 – 287石余
  - 中河原村のうち – 354石余
  - 深草村のうち – 30石余
  - 東九条村のうち – 200石余

## 前後の札所
法然上人二十五霊場
24 金戒光明寺　-　25 知恩院　-　縁故本山 禅林寺
洛陽天満宮二十五社順拝
14 雪天満宮　-　15 梅宿菴天満宮　-　16 天拝天満宮

## 拝観
境内は無料で拝観できる。ただし、方丈庭園と友禅苑はそれぞれ庭園拝観料が必要である。また、臨時で三門の楼上および大方丈（時には小方丈も）の建物内が有料で一般公開されることがある。本堂（御影堂）・阿弥陀堂・集會堂・勢至堂・御廟の内部および本堂（御影堂）・阿弥陀堂と集會堂を結ぶ渡り廊下に無料で入場できる。

## 所在地 / 交通アクセス

### 住所
〒605-8686	京都府京都市東山区 新橋通 大和大路 東入ㇽ 三丁目 林下町（りんかちょう）400

### アクセス
- バス・京都市営バス（12・31・46・86・201・202・203・206号系統）「知恩院前」バス停、または京阪バス（17・19系統）「神宮道」バス停下車、徒歩7、8分
- 京都市営バス祇園バス停下車徒歩10分。
- 京都市営バス「京都岡崎・都心循環バス（京都岡崎ループ）」知恩院三門前バス停下車すぐ（2015年9月19日から運転・2022年3月19日から休止[41]）。
- 鉄道・東山駅 (T10) （京都市営地下鉄東西線）1番出入口（階段のみ）より徒歩約10分、祇園四条駅（京阪本線）、または京都河原町駅（阪急京都本線）より徒歩約20分
- 自動車・名神高速道路京都東IC (32) 、または京都南IC (33) から約30分